# Phil Taylor (Dartspieler)
Philip „Phil“ Douglas Taylor (* 13. August 1960 in Stoke-on-Trent) ist ein ehemaliger englischer Dartspieler und mit sechzehn Weltmeistertiteln der erfolgreichste Spieler in der Geschichte dieses Sports. Seinen Spitznamen „The Power“ (engl. Stärke, Kraft, Energie) verdankt er dem Song The Power von Snap!, der kombiniert mit Aaron Coplands Fanfare for the Common Man auch seine Einlaufmusik darstellte.

## Karriere
Phil „The Power“ Taylor begann mit dem Dartspiel in den Kneipen von Stoke-on-Trent. Dort wurde er von Eric Bristow entdeckt, einem der bekanntesten Dartspieler der 1980er Jahre. Bristow entschloss sich, Taylor mit 10.000 £ zu fördern, allerdings unter der Bedingung, dass Taylor das Geld zurückzahlte. Mit dem Geld war es Taylor möglich, mehr zu trainieren und an kleineren Turnieren teilzunehmen. Von diesem Moment an begann Taylors steiler Aufstieg zu einem der besten Spieler und dem dominierenden Akteur der 1990er und 2000er Jahre.
Nach dem Gewinn der Canadian Open 1990 war er bei der Darts-Weltmeisterschaft 1990 teilnahmeberechtigt. Dort traf er als ungesetzter Außenseiter im Finale ausgerechnet auf seinen Mentor Eric Bristow, den er klar mit 6:1 bezwang. 1991 wurde Taylor Weltranglistenerster. Ein Jahr später schlug er im WM-Finale Mike Gregory. Danach verließ er die British Darts Organisation (BDO) und wurde Mitgründer der Professional Darts Corporation (PDC). Das erste Weltmeisterschaftsfinale der PDC im Jahr 1994 verlor Taylor noch klar gegen Dennis Priestley, doch die Weltmeisterschaft des neu gegründeten Profiverbandes konnte er zwischen 1995 und 2002 acht Mal in Folge gewinnen. 2001 schaffte er im Finale einen Durchschnittswert von 107 Punkten pro Aufnahme und eine Checkout-Rate von 72,5 %. Dies ist eine der besten Leistungen, die jemals erreicht wurden. Erst 2003 konnte John Part, der bei Taylors Glanzleistung im Finale 2001 nur Statist gewesen war, mit 7:6 Sätzen damit Taylors Serie unterbrechen. 2004, 2005 und 2006 war Taylor erneut drei Mal in Folge siegreich und konnte bis dahin bereits auf elf PDC-Weltmeistertitel sowie zwei BDO-Erfolge zurückblicken. Im Jahr 2007 musste er seine dritte Finalniederlage bei der PDC-Weltmeisterschaft hinnehmen. Er unterlag dort Raymond van Barneveld, der im Februar 2006 in die PDC wechselte, in einem hochklassigen Finale erst im Sudden Death mit 6:7 Sätzen. Bei der PDC-Weltmeisterschaft 2008 erreichte Taylor erstmals nicht das Finale und schied gegen Wayne Mardle im Viertelfinale mit 4:5 Sätzen aus. 2009 stand er wieder gegen Raymond van Barneveld im Finale, dieses Mal gewann er allerdings mit 7:1 Sätzen.
Am 28. Mai 2007 gewann Taylor die Premier League Darts gegen Terry Jenkins mit 16:6 Legs und sicherte sich zum dritten Mal den Sieg in der Premier League und damit das Sieger-Preisgeld von 75.000 £. Taylor blieb in 44 Spielen in der Premier League ungeschlagen. Im Jahr 2008 folgten dann die ersten Niederlagen u. a. gegen Raymond van Barneveld am 2. Spieltag. Im Halbfinale gewann er jedoch überlegen mit 11:1 Legs gegen Adrian Lewis und schlug im Finale James Wade mit 16:8 Legs, womit er den Titel in der Premier League erfolgreich verteidigte. Bei den Players Championships 2008 spielte er beim PDPA Players Championship Germany 2 gegen Ronnie Baxter einen Neun-Darter.
2002 spielte Taylor bei den Winter Gardens in Blackpool, Lancashire, während seines Viertelfinalspiels gegen Chris Mason in der Stan James World Matchplay Championship ein Nine dart finish, das live im Fernsehen übertragen wurde. 2004 konnte er dieses Kunststück in Bolton während einer Partie in der UK Open Championship erneut live im Fernsehen zeigen, wodurch er der erste Spieler wurde, der diese Leistung mehr als einmal vor laufenden Kameras vollbringen konnte (Raymond van Barneveld gelang dies im Dezember 2009 und Adrian Lewis im Juli 2011 jeweils zum zweiten Mal). 2005 gelang es ihm ein drittes Mal, erneut bei der UK Open Championship. Am 8. Mai 2007 warf er bei der International Dart League seinen vierten 9-Darter. Seinen fünften 9-Darter warf er nur einen Monat später am 9. Juni bei den UK Open Championship gegen Wes Newton. Am 7. Juni 2008 gelang ihm bei den UK Open sein sechstes perfektes Spiel gegen Jamie Harvey. Ebenfalls gelang ihm dieses Kunststück bei der PDC Championship League Darts 2009 gegen John Part.

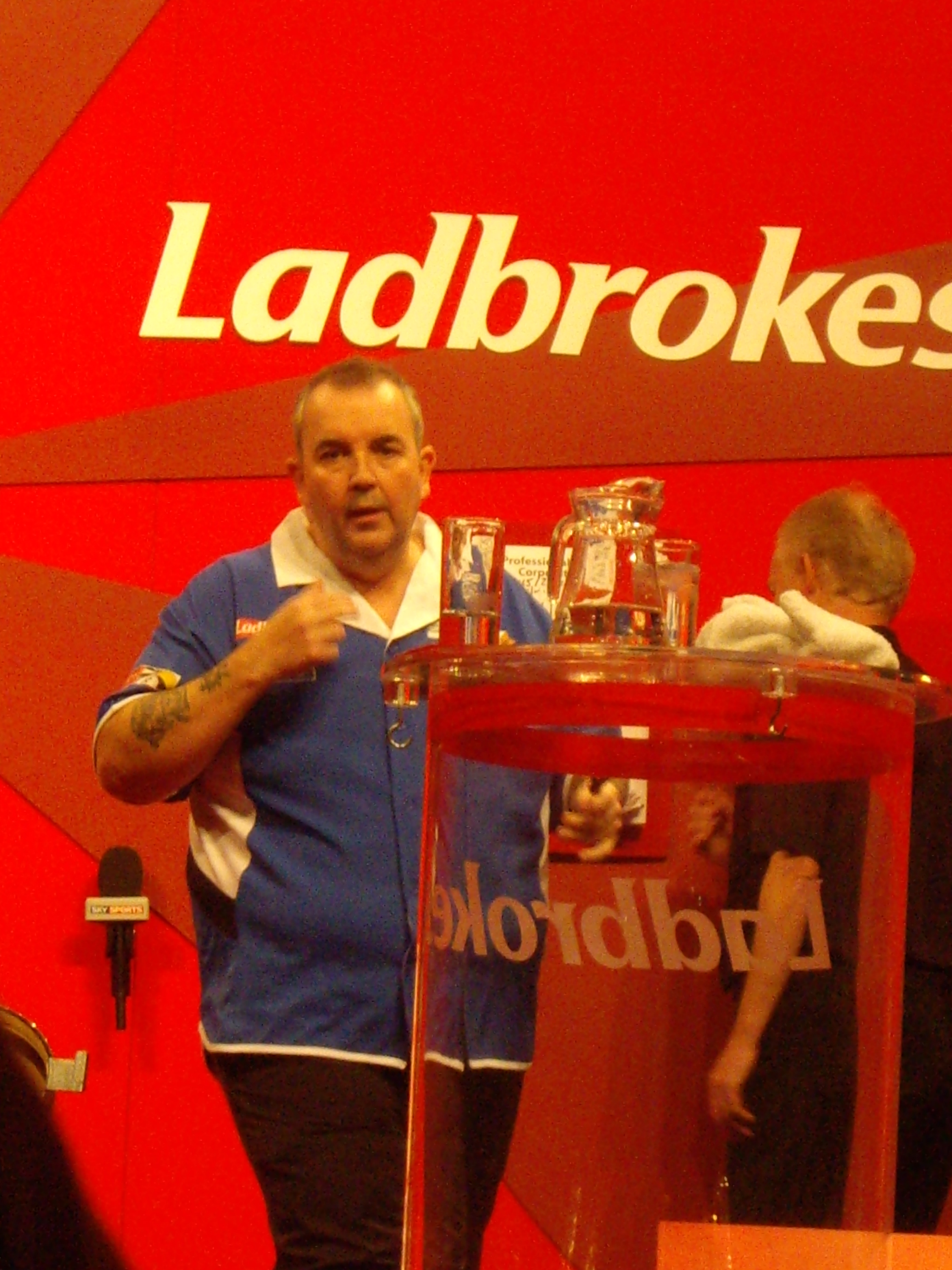
Phil Taylor (2009)

Am 26. Mai 2008 gewann Taylor im Finale der White & Mackay Premier League Darts der PDC in Cardiff seinen vierten Premier League Titel in Folge gegen James Wade mit einem Ergebnis von 16:8 Legs und sicherte sich damit eine Siegprämie in Höhe von 100.000 £ (ca. 125.000 €). Seit der ersten Austragung der Premier League im Jahr 2004 hat Taylor bisher (2008) alle Finals gewonnen. Im Finale der Weltmeisterschaft 2009 gegen van Barneveld stellte er mit einem Drei-Dart-Average von 110,94 Punkten einen bis heute gültigen Rekord in einem WM-Finale auf. Zudem gewann er das am Sonntag, den 2. November, erstmals in Deutschland ausgetragene Finale der PDC European Championship of Darts in Frankfurt mit 11:5 Legs gegen Adrian Lewis.
Am 3. Januar 2010 gewann Taylor das Finale der PDC-Weltmeisterschaft gegen Simon Whitlock mit 7:3 Sätzen und wurde so zum fünfzehnten Mal Weltmeister.
Am 24. Mai 2010, im Finale der Premier League 2010, schrieb Taylor ein weiteres Mal Geschichte, als er im Spiel gegen James Wade als erster Dartspieler zwei 9-Darter in einem Spiel erzielen konnte. Im ersten Versuch ging er den Weg über 174 (T20, T19, T19), 180 und ein 147er-Finish (T20, T17, D18), um dann 13 Legs später mit 180, 180, 141 (T20, T19, D12) sein zweites perfektes Spiel auf dem für ihn eigentlich „normalen“ Weg folgen zu lassen. Im kommenden Leg verpasste er dann einen weiteren 9-Darter mit dem 8. Dart auf T17. Neben Taylor gelangen im Februar 2017 auch Michael van Gerwen zwei 9-Darter in einer Partie.
Am 1. Januar 2011 schied Taylor als Titelverteidiger bei der PDC World Darts Championship 2011 im Viertelfinale mit 2:5 gegen Mark Webster aus.
Am 31. Juli 2011 gewann er bereits zum vierten Mal in Folge die European Darts Championship.
Bei der PDC World Darts Championship 2012 schied Taylor bereits in der zweiten Runde aus. Er unterlag seinem Landsmann Dave Chisnall mit 1:4.
Am 1. Januar 2013 gewann er seinen 16. Weltmeistertitel im Finale gegen den Niederländer Michael van Gerwen.
Seinen neunten 9-Darter erzielte Taylor am 16. Februar 2012 in der zweiten Woche der Premier League Darts gegen Kevin Painter zum zwischenzeitlichen 5:5-Ausgleich in den Legs. Zwei Wochen später stellte Taylor einen neuen 3-Dart-Average Rekord der Premier League mit 117,35 auf. Bei den Players Championships 2012 in Reading spielte Taylor zwei weitere 9-Darter, am 10. März gegen Tony West und am 11. März gegen Peter Hudson.
Bei der PDC World Darts Championship 2014 schied er überraschend in der zweiten Runde gegen Michael Smith aus. Nach dem Finalsieg von Michael van Gerwen verlor Taylor seine Führung in der Weltrangliste und fiel auf Rang 2 zurück.
Seit dem 3. Februar 2014 lässt Taylor sich von der Firma Target Darts ausrüsten, nachdem er zuvor viele Jahre bei Unicorn Darts unter Vertrag gestanden hatte.
Am ersten Spieltag der Premier League Darts 2014 unterlag er dem Weltmeister Michael van Gerwen mit 0:7. Er verlor auch seine nächsten zwei Partien, konnte sich aber am Ende als Dritter doch noch für die Play-offs qualifizieren. Dort verlor er trotz 4:1-Führung mit 5:8 gegen den späteren Sieger Raymond van Barneveld.
Bei den UK Open 2014 verlor er schon in der dritten Runde gegen den damals noch völlig unbekannten Aden Kirk. Auch beim Dubai Darts Masters 2014 verlor er bereits im Viertelfinale gegen Peter Wright. Seine kurze Schwächephase konnte Taylor jedoch mit dem Gewinn der German Darts Masters gegen Michael van Gerwen beenden.
Zusammen mit Adrian Lewis formte er Team England beim World Cup of Darts in Hamburg und erreichte mit ihm auch das Finale, in dem sie auf Team Niederlande, Raymond van Barneveld und Michael van Gerwen, trafen. Taylor verlor gegen van Gerwen mit 0:4, und auch Lewis konnte keines seiner Matches gewinnen, sodass Team Niederlande die Titelverteidiger ablöste.
Taylor hatte das ganze Jahr über mit seinem neuen Ausrüster Target Darts an seinen Dartpfeilen gearbeitet, aber er fand nie das richtige Equipment. Beim World Matchplay, das als zweitwichtigstes Turnier nach der WM gilt und das Taylor seit 2008 sechs Mal in Folge gewinnen konnte, konnte er endlich mit für ihn perfekten Darts antreten. In der ersten Runde besiegte er seinen ehemaligen Trainingspartner Darren Webster mit 10:4. In der zweiten Runde besiegte er nicht nur Michael Smith und nahm so Revanche an der verlorenen WM-Partie, sondern warf auch seinen zehnten 9-Darter im Fernsehen. Im Viertelfinale besiegte er Wes Newton mit 16:6 und im Halbfinale Gary Anderson mit 17:15 und zog ins Finale gegen Michael van Gerwen ein, den er mit 18:9 und einem 107er-Average bezwang, um seinen insgesamt 15. World Matchplay-Titel und siebten in Folge zu gewinnen.
Bei der PDC World Darts Championship 2015 erreichte Taylor souverän das Finale, in dem er jedoch mehrere Chancen zum 5:3 ausließ und sich nach weiteren Fehlwürfen auf die Doppelfelder Gary Anderson mit 6:7 geschlagen geben musste.
In der Premier League Darts 2015 qualifizierte sich The Power erstmals nicht für die Play-offs.
Im World Matchplay 2015 schaffte es Taylor bis ins Halbfinale, wurde dort jedoch von James Wade in einer hochqualitativen Begegnung besiegt und beendete somit unfreiwillig seine unglaubliche Siegesserie von 38 Begegnungen bei jenem Turnier. In seinem Match gegen Andy Hamilton, der zuvor Raymond van Barneveld aus dem Turnier geworfen hatte, verpasste Taylor einen 9-Darter denkbar knapp auf der Doppel-12.
Seinen elften und letzten 9-Darter vor TV-Kameras spielte er im Halbfinale des Sydney Darts Masters 2015 gegen Peter Wright, in der Folge gewann er auch das Turnier. Damit hält er den Rekord für die meisten geworfenen 9-Darter im Fernsehen.
Beim World Grand Prix 2015 scheiterte Taylor in der ersten Runde an einem überzeugenden Vincent van der Voort, obwohl er einen 9-Darter knapp verfehlte, indem er den neunten Dart knapp neben das Bullseye ins Single-Bull setzte.
Die Players Championship Finals 2015 endeten für The Power enttäuschend, da er in Runde 1 am damals amtierenden Weltmeister Gary Anderson scheiterte.
2016 erreichte er das Finale der Premier League, verlor es aber gegen Michael van Gerwen. Ende September gewann er die Champions League of Darts 2016. Er gewann damit die Erstauflage des Turniers und holte seinen ersten Major-Titel im Einzel seit dem Grand Slam 2014.
Nachdem Taylor bei der World Championship 2016 im Achtelfinale gegen Jelle Klaasen sowie insbesondere ein Jahr später im Viertelfinale gegen Raymond van Barneveld das Turnier jeweils vorzeitig hatte verlassen müssen, mehrten sich Spekulationen, der 16-fache Titelträger könnte als Profi zurücktreten. Stattdessen erklärte Taylor zunächst, er werde nicht aufhören und bis 2018 noch einmal gestärkt angreifen. Wenige Wochen später gab The Power am 28. Januar dann bekannt, seine Karriere nach der Weltmeisterschaft 2018 zu beenden.
Das World Matchplay 2017 war das letzte große Turnier, das Taylor gewinnen konnte. Dabei setzte er sich im Finale des zweitprestigeträchtigsten Turnieres des Jahres gegen Peter Wright mit 18:8 durch, es war sein 16. Sieg bei diesem Turnier. In drei Runden zuvor konnte er seine langjährigen Rivalen Raymond van Barneveld, Michael van Gerwen und Adrian Lewis jeweils deutlich besiegen.
Am 1. Januar 2018 spielte er sein letztes Match als professioneller Dartspieler. Dieses verlor er bei der PDC Darts-WM im Finale gegen den Debütanten Rob Cross mit 2:7. Er warf in seinem letzten Spiel im fünften Satz 8 perfekte Darts, verfehlte aber die Doppel-12. Nach dem Finale gab die Professional Darts Corporation bekannt, dass der Pokal von Taylors Lieblingsturnier World Matchplay in Phil Taylor Trophy umbenannt wird.

## Nach seiner Profikarriere
Im April 2021 kündigte Taylor an, bei einer speziellen Art der Weltmeisterschaft mitzuspielen, der World Seniors Darts Championship 2022. Dort gewann er sein erstes Spiel gegen Peter Manley mit 3:1, verlor dann jedoch überraschend deutlich mit 0:3 gegen Kevin Painter. Bei seinem zweiten Senioren-Turnier, dem World Seniors Darts Masters 2022, lief es deutlich besser. Er besiegte John Part, Les Wallace und Tony O’Shea, bevor er sich im Finale mit 3:6 David Cameron geschlagen geben musste.
Im Februar 2023 nahm Taylor erneut an der World Seniors Darts Championship teil. Er zog dabei bis ins Viertelfinale ein, welches jedoch gegen Richie Howson verloren ging.
Am 20. Mai 2025 verkündete Taylor das Ende seiner aktiven Darts-Karriere.

## Weltmeisterschaftsresultate

### BDO
- 1990: Sieger (6:1-Sieg gegen  Eric Bristow)
- 1991: Viertelfinale (3:4-Niederlage gegen  Dennis Priestley)
- 1992: Sieger (6:5-Sieg (nach Sudden death) gegen  Mike Gregory)
- 1993: 2. Runde (1:3-Niederlage gegen  Kevin Spiolek)

### PDC
- 1994: Finale (1:6-Niederlage gegen  Dennis Priestley)
- 1995: Sieger (6:2-Sieg gegen  Rod Harrington)
- 1996: Sieger (6:4-Sieg gegen  Dennis Priestley)
- 1997: Sieger (6:3-Sieg gegen  Dennis Priestley)
- 1998: Sieger (6:0-Sieg gegen  Dennis Priestley)
- 1999: Sieger (6:2-Sieg gegen  Peter Manley)
- 2000: Sieger (7:3-Sieg gegen  Dennis Priestley)
- 2001: Sieger (7:0-Sieg gegen  John Part)
- 2002: Sieger (7:0-Sieg gegen  Peter Manley)
- 2003: Finale (6:7-Niederlage gegen  John Part)
- 2004: Sieger (7:6-Sieg (nach Sudden death) gegen  Kevin Painter)
- 2005: Sieger (7:4-Sieg gegen  Mark Dudbridge)
- 2006: Sieger (7:0-Sieg gegen  Peter Manley)
- 2007: Finale (6:7-Niederlage (nach Sudden death) gegen  Raymond van Barneveld)
- 2008: Viertelfinale (4:5-Niederlage gegen  Wayne Mardle)
- 2009: Sieger (7:1-Sieg gegen  Raymond van Barneveld)
- 2010: Sieger (7:3-Sieg gegen  Simon Whitlock)
- 2011: Viertelfinale (2:5-Niederlage gegen  Mark Webster)
- 2012: 2. Runde (1:4-Niederlage gegen  Dave Chisnall)
- 2013: Sieger (7:4-Sieg gegen  Michael van Gerwen)
- 2014: 2. Runde (3:4-Niederlage gegen  Michael Smith)
- 2015: Finale (6:7-Niederlage gegen  Gary Anderson)
- 2016: Achtelfinale (3:4-Niederlage gegen  Jelle Klaasen)
- 2017: Viertelfinale (3:5-Niederlage gegen  Raymond van Barneveld)
- 2018: Finale (2:7-Niederlage gegen  Rob Cross)

### WSDT
- 2022: Viertelfinale (0:3-Niederlage gegen  Kevin Painter)
- 2023: Viertelfinale (1:3-Niederlage gegen  Richie Howson)
- 2024: 1. Runde (2:3-Niederlage gegen  Manfred Bilderl)

## Turnierergebnisse
| Turnier                                    | 1988                       | 1989                       | 1990                       | 1991                       | 1992                       | 1993                           | 1994                           | 1995                           | 1996                           | 1997                           | 1998                           | 1999                           | 2000                           | 2001                           | 2002                           | 2003                           | 2004                           | 2005                           | 2006                           | 2007                           | 2008                           | 2009                           | 2010                           | 2011                           | 2012                           | 2013                           | 2014                           | 2015                           | 2016                           | 2017                           | 2018               | ......             | 2022                | 2023                | 2024                |
| ------------------------------------------ | -------------------------- | -------------------------- | -------------------------- | -------------------------- | -------------------------- | ------------------------------ | ------------------------------ | ------------------------------ | ------------------------------ | ------------------------------ | ------------------------------ | ------------------------------ | ------------------------------ | ------------------------------ | ------------------------------ | ------------------------------ | ------------------------------ | ------------------------------ | ------------------------------ | ------------------------------ | ------------------------------ | ------------------------------ | ------------------------------ | ------------------------------ | ------------------------------ | ------------------------------ | ------------------------------ | ------------------------------ | ------------------------------ | ------------------------------ | ------------------ | ------------------ | ------------------- | ------------------- | ------------------- |
| BDO-Major-Turniere                         |                            |                            |                            |                            |                            |                                |                                |                                |                                |                                |                                |                                |                                |                                |                                |                                |                                |                                |                                |                                |                                |                                |                                |                                |                                |                                |                                |                                |                                |                                |                    |                    |                     |                     |                     |
| Weltmeisterschaft                          | n/a                        | n/a                        | S                          | VF                         | S                          | AF                             | nicht teilgenommen             | nicht teilgenommen             | nicht teilgenommen             | nicht teilgenommen             | nicht teilgenommen             | nicht teilgenommen             | nicht teilgenommen             | nicht teilgenommen             | nicht teilgenommen             | nicht teilgenommen             | nicht teilgenommen             | nicht teilgenommen             | nicht teilgenommen             | nicht teilgenommen             | nicht teilgenommen             | nicht teilgenommen             | nicht teilgenommen             | nicht teilgenommen             | nicht teilgenommen             | nicht teilgenommen             | nicht teilgenommen             | nicht teilgenommen             | nicht teilgenommen             | nicht teilgenommen             | nicht teilgenommen | nicht teilgenommen | Verband insolvent   | Verband insolvent   | Verband insolvent   |
| British Professional                       | R1                         | nicht ausgetragen          | nicht ausgetragen          | nicht ausgetragen          | nicht ausgetragen          | nicht ausgetragen              | nicht ausgetragen              | nicht ausgetragen              | nicht ausgetragen              | nicht ausgetragen              | nicht ausgetragen              | nicht ausgetragen              | nicht ausgetragen              | nicht ausgetragen              | nicht ausgetragen              | nicht ausgetragen              | nicht ausgetragen              | nicht ausgetragen              | nicht ausgetragen              | nicht ausgetragen              | nicht ausgetragen              | nicht ausgetragen              | nicht ausgetragen              | nicht ausgetragen              | nicht ausgetragen              | nicht ausgetragen              | nicht ausgetragen              | nicht ausgetragen              | nicht ausgetragen              | nicht ausgetragen              | nicht ausgetragen  | nicht ausgetragen  | Verband insolvent   | Verband insolvent   | Verband insolvent   |
| World Masters                              | AF                         | HF                         | S                          | F                          | R3                         | nicht teilgenommen             | nicht teilgenommen             | nicht teilgenommen             | nicht teilgenommen             | nicht teilgenommen             | nicht teilgenommen             | nicht teilgenommen             | nicht teilgenommen             | nicht teilgenommen             | nicht teilgenommen             | nicht teilgenommen             | nicht teilgenommen             | nicht teilgenommen             | nicht teilgenommen             | nicht teilgenommen             | nicht teilgenommen             | nicht teilgenommen             | nicht teilgenommen             | nicht teilgenommen             | nicht teilgenommen             | nicht teilgenommen             | nicht teilgenommen             | nicht teilgenommen             | nicht teilgenommen             | nicht teilgenommen             | nicht teilgenommen | nicht teilgenommen | Verband insolvent   | Verband insolvent   | Verband insolvent   |
| WDF-Platin-/Major-Turniere                 |                            |                            |                            |                            |                            |                                |                                |                                |                                |                                |                                |                                |                                |                                |                                |                                |                                |                                |                                |                                |                                |                                |                                |                                |                                |                                |                                |                                |                                |                                |                    |                    |                     |                     |                     |
| International League                       | nicht ausgetragen          | nicht ausgetragen          | nicht ausgetragen          | nicht ausgetragen          | nicht ausgetragen          | nicht ausgetragen              | nicht ausgetragen              | nicht ausgetragen              | nicht ausgetragen              | nicht ausgetragen              | nicht ausgetragen              | nicht ausgetragen              | nicht ausgetragen              | nicht ausgetragen              | nicht teilgenommen             | nicht teilgenommen             | nicht teilgenommen             | nicht teilgenommen             | VF                             | GP                             | nicht ausgetragen              | nicht ausgetragen              | nicht ausgetragen              | nicht ausgetragen              | nicht ausgetragen              | nicht ausgetragen              | nicht ausgetragen              | nicht ausgetragen              | nicht ausgetragen              | nicht ausgetragen              | nicht ausgetragen  | nicht ausgetragen  | nicht ausgetragen   | nicht ausgetragen   | nicht ausgetragen   |
| News of the World Ch'ship                  | nicht qualifiziert         | nicht qualifiziert         | nicht qualifiziert         | nicht ausgetragen          | nicht ausgetragen          | nicht ausgetragen              | nicht ausgetragen              | nicht ausgetragen              | nicht ausgetragen              | S                              | nicht ausgetragen              | nicht ausgetragen              | nicht ausgetragen              | nicht ausgetragen              | nicht ausgetragen              | nicht ausgetragen              | nicht ausgetragen              | nicht ausgetragen              | nicht ausgetragen              | nicht ausgetragen              | nicht ausgetragen              | nicht ausgetragen              | nicht ausgetragen              | nicht ausgetragen              | nicht ausgetragen              | nicht ausgetragen              | nicht ausgetragen              | nicht ausgetragen              | nicht ausgetragen              | nicht ausgetragen              | nicht ausgetragen  | nicht ausgetragen  | nicht ausgetragen   | nicht ausgetragen   | nicht ausgetragen   |
| World Trophy                               | nicht ausgetragen          | nicht ausgetragen          | nicht ausgetragen          | nicht ausgetragen          | nicht ausgetragen          | nicht ausgetragen              | nicht ausgetragen              | nicht ausgetragen              | nicht ausgetragen              | nicht ausgetragen              | nicht ausgetragen              | nicht ausgetragen              | nicht ausgetragen              | nicht teilgenommen             | nicht teilgenommen             | nicht teilgenommen             | nicht teilgenommen             | nicht teilgenommen             | S                              | F                              | nicht ausgetragen              | nicht ausgetragen              | nicht ausgetragen              | nicht ausgetragen              | nicht ausgetragen              | nicht ausgetragen              | nicht teilgenommen             | nicht teilgenommen             | nicht teilgenommen             | nicht teilgenommen             | nicht teilgenommen | nicht teilgenommen | nicht ausgetragen   | nicht ausgetragen   | nicht ausgetragen   |
| WDF World Cup                              | n/a                        | n/t                        | n/a                        | VF                         | n/a                        | n/t                            | n/a                            | n/t                            | n/a                            | n/t                            | n/a                            | n/t                            | n/a                            | n/t                            | n/a                            | n/t                            | n/a                            | n/t                            | n/a                            | n/t                            | n/a                            | n/t                            | n/a                            | n/t                            | n/a                            | n/t                            | n/a                            | n/t                            | n/a                            | n/t                            | n/a                | n/t                | n/a                 | n/t                 | n/a                 |
| WDF Europe Cup                             | n/t                        | n/a                        | S                          | n/a                        | S                          | n/a                            | n/t                            | n/a                            | n/t                            | n/a                            | n/t                            | n/a                            | n/t                            | n/a                            | n/t                            | n/a                            | n/t                            | n/a                            | n/t                            | n/a                            | n/t                            | n/a                            | n/t                            | n/a                            | n/t                            | n/a                            | n/t                            | n/a                            | n/t                            | n/a                            | n/t                | n/a                | n/t                 | n/a                 | n/t                 |
| PDC-Ranking-Turniere                       |                            |                            |                            |                            |                            |                                |                                |                                |                                |                                |                                |                                |                                |                                |                                |                                |                                |                                |                                |                                |                                |                                |                                |                                |                                |                                |                                |                                |                                |                                |                    |                    |                     |                     |                     |
| Weltmeisterschaft                          | nicht ausgetragen          | nicht ausgetragen          | nicht ausgetragen          | nicht ausgetragen          | nicht ausgetragen          | nicht ausgetragen              | F                              | S                              | S                              | S                              | S                              | S                              | S                              | S                              | S                              | F                              | S                              | S                              | S                              | F                              | VF                             | S                              | S 2                            | VF                             | R2                             | S                              | R2                             | F                              | AF                             | VF                             | F                  | nicht teilgenommen | nicht teilgenommen  | nicht teilgenommen  | nicht teilgenommen  |
| UK Open                                    | nicht ausgetragen          | nicht ausgetragen          | nicht ausgetragen          | nicht ausgetragen          | nicht ausgetragen          | nicht ausgetragen              | nicht ausgetragen              | nicht ausgetragen              | nicht ausgetragen              | nicht ausgetragen              | nicht ausgetragen              | nicht ausgetragen              | nicht ausgetragen              | nicht ausgetragen              | nicht ausgetragen              | S                              | VF                             | S                              | VF                             | VF                             | VF                             | S                              | S                              | AF                             | F                              | S                              | R3                             | VF                             | HF                             | nicht teilgenommen             | nicht teilgenommen | nicht teilgenommen | nicht teilgenommen  | nicht teilgenommen  | nicht teilgenommen  |
| Desert Classic                             | nicht ausgetragen          | nicht ausgetragen          | nicht ausgetragen          | nicht ausgetragen          | nicht ausgetragen          | nicht ausgetragen              | nicht ausgetragen              | nicht ausgetragen              | nicht ausgetragen              | nicht ausgetragen              | nicht ausgetragen              | nicht ausgetragen              | nicht ausgetragen              | nicht ausgetragen              | S                              | HF                             | S                              | S                              | HF                             | R1                             | S                              | S                              | nicht ausgetragen              | nicht ausgetragen              | nicht ausgetragen              | nicht ausgetragen              | nicht ausgetragen              | nicht ausgetragen              | nicht ausgetragen              | nicht ausgetragen              | nicht ausgetragen  | nicht ausgetragen  | nicht ausgetragen   | nicht ausgetragen   | nicht ausgetragen   |
| World Matchplay                            | nicht ausgetragen          | nicht ausgetragen          | nicht ausgetragen          | nicht ausgetragen          | nicht ausgetragen          | nicht ausgetragen              | AF                             | S                              | AF                             | S                              | VF                             | HF                             | S                              | S                              | S                              | S                              | S                              | VF                             | S                              | HF                             | S                              | S                              | S                              | S                              | S                              | S                              | S                              | HF                             | F                              | S                              | nicht teilgenommen | nicht teilgenommen | nicht teilgenommen  | nicht teilgenommen  | nicht teilgenommen  |
| World Grand Prix                           | nicht ausgetragen          | nicht ausgetragen          | nicht ausgetragen          | nicht ausgetragen          | nicht ausgetragen          | nicht ausgetragen              | nicht ausgetragen              | nicht ausgetragen              | nicht ausgetragen              | nicht ausgetragen              | S                              | S                              | S                              | R1                             | S                              | S                              | R1                             | S                              | S                              | R1                             | S                              | S                              | HF                             | S                              | AF                             | S                              | VF                             | R1                             | R1                             | nicht teilgenommen             | nicht teilgenommen | nicht teilgenommen | nicht teilgenommen  | nicht teilgenommen  | nicht teilgenommen  |
| European Championship                      | nicht ausgetragen          | nicht ausgetragen          | nicht ausgetragen          | nicht ausgetragen          | nicht ausgetragen          | nicht ausgetragen              | nicht ausgetragen              | nicht ausgetragen              | nicht ausgetragen              | nicht ausgetragen              | nicht ausgetragen              | nicht ausgetragen              | nicht ausgetragen              | nicht ausgetragen              | nicht ausgetragen              | nicht ausgetragen              | nicht ausgetragen              | nicht ausgetragen              | nicht ausgetragen              | nicht ausgetragen              | S                              | S                              | S                              | S                              | VF                             | AF                             | AF                             | VF                             | VF                             | nicht teilgenommen             | nicht teilgenommen | nicht teilgenommen | nicht teilgenommen  | nicht teilgenommen  | nicht teilgenommen  |
| Grand Slam                                 | nicht ausgetragen          | nicht ausgetragen          | nicht ausgetragen          | nicht ausgetragen          | nicht ausgetragen          | nicht ausgetragen              | nicht ausgetragen              | nicht ausgetragen              | nicht ausgetragen              | nicht ausgetragen              | nicht ausgetragen              | nicht ausgetragen              | nicht ausgetragen              | nicht ausgetragen              | nicht ausgetragen              | nicht ausgetragen              | nicht ausgetragen              | nicht ausgetragen              | nicht ausgetragen              | kein Ranglisten Turnier        | kein Ranglisten Turnier        | kein Ranglisten Turnier        | kein Ranglisten Turnier        | kein Ranglisten Turnier        | kein Ranglisten Turnier        | kein Ranglisten Turnier        | kein Ranglisten Turnier        | F                              | VF                             | HF                             | nicht teilgenommen | nicht teilgenommen | nicht teilgenommen  | nicht teilgenommen  | nicht teilgenommen  |
| Players Championship Finals                | nicht ausgetragen          | nicht ausgetragen          | nicht ausgetragen          | nicht ausgetragen          | nicht ausgetragen          | nicht ausgetragen              | nicht ausgetragen              | nicht ausgetragen              | nicht ausgetragen              | nicht ausgetragen              | nicht ausgetragen              | nicht ausgetragen              | nicht ausgetragen              | nicht ausgetragen              | nicht ausgetragen              | nicht ausgetragen              | nicht ausgetragen              | nicht ausgetragen              | nicht ausgetragen              | nicht ausgetragen              | nicht ausgetragen              | S                              | HF                             | S / AF                         | S                              | F                              | VF                             | R1                             | n/q                            | n/q                            | nicht teilgenommen | nicht teilgenommen | nicht teilgenommen  | nicht teilgenommen  | nicht teilgenommen  |
| PDC-Turniere ohne Einfluss auf das Ranking |                            |                            |                            |                            |                            |                                |                                |                                |                                |                                |                                |                                |                                |                                |                                |                                |                                |                                |                                |                                |                                |                                |                                |                                |                                |                                |                                |                                |                                |                                |                    |                    |                     |                     |                     |
| The Masters                                | nicht ausgetragen          | nicht ausgetragen          | nicht ausgetragen          | nicht ausgetragen          | nicht ausgetragen          | nicht ausgetragen              | nicht ausgetragen              | nicht ausgetragen              | nicht ausgetragen              | nicht ausgetragen              | nicht ausgetragen              | nicht ausgetragen              | nicht ausgetragen              | nicht ausgetragen              | nicht ausgetragen              | nicht ausgetragen              | nicht ausgetragen              | nicht ausgetragen              | nicht ausgetragen              | nicht ausgetragen              | nicht ausgetragen              | nicht ausgetragen              | nicht ausgetragen              | nicht ausgetragen              | nicht ausgetragen              | S                              | HF                             | AF                             | HF                             | HF                             | nicht teilgenommen | nicht teilgenommen | nicht teilgenommen  | nicht teilgenommen  | nicht teilgenommen  |
| Masters of Darts                           | nicht ausgetragen          | nicht ausgetragen          | nicht ausgetragen          | nicht ausgetragen          | nicht ausgetragen          | nicht ausgetragen              | nicht ausgetragen              | nicht ausgetragen              | nicht ausgetragen              | nicht ausgetragen              | nicht ausgetragen              | nicht ausgetragen              | nicht ausgetragen              | nicht ausgetragen              | nicht ausgetragen              | nicht ausgetragen              | nicht ausgetragen              | S                              | n/a                            | GP                             | nicht ausgetragen              | nicht ausgetragen              | nicht ausgetragen              | nicht ausgetragen              | nicht ausgetragen              | nicht ausgetragen              | nicht ausgetragen              | nicht ausgetragen              | nicht ausgetragen              | nicht ausgetragen              | nicht ausgetragen  | nicht ausgetragen  | nicht ausgetragen   | nicht ausgetragen   | nicht ausgetragen   |
| Premier League                             | nicht ausgetragen          | nicht ausgetragen          | nicht ausgetragen          | nicht ausgetragen          | nicht ausgetragen          | nicht ausgetragen              | nicht ausgetragen              | nicht ausgetragen              | nicht ausgetragen              | nicht ausgetragen              | nicht ausgetragen              | nicht ausgetragen              | nicht ausgetragen              | nicht ausgetragen              | nicht ausgetragen              | nicht ausgetragen              | nicht ausgetragen              | S 1                            | S                              | S                              | S                              | HF                             | S                              | HF                             | S                              | F                              | HF                             | 5.                             | F                              | HF                             | nicht eingeladen   | nicht eingeladen   | nicht eingeladen    | nicht eingeladen    | nicht eingeladen    |
| US Open                                    | nicht ausgetragen          | nicht ausgetragen          | nicht ausgetragen          | nicht ausgetragen          | nicht ausgetragen          | nicht ausgetragen              | nicht ausgetragen              | nicht ausgetragen              | nicht ausgetragen              | nicht ausgetragen              | nicht ausgetragen              | nicht ausgetragen              | nicht ausgetragen              | nicht ausgetragen              | nicht ausgetragen              | nicht ausgetragen              | nicht ausgetragen              | nicht ausgetragen              | S                              | S                              | S                              | nicht ausgetragen              | nicht ausgetragen              | nicht ausgetragen              | nicht ausgetragen              | nicht ausgetragen              | nicht ausgetragen              | nicht ausgetragen              | nicht ausgetragen              | nicht ausgetragen              | nicht ausgetragen  | nicht ausgetragen  | nicht ausgetragen   | nicht ausgetragen   | nicht ausgetragen   |
| World Cup                                  | nicht ausgetragen          | nicht ausgetragen          | nicht ausgetragen          | nicht ausgetragen          | nicht ausgetragen          | nicht ausgetragen              | nicht ausgetragen              | nicht ausgetragen              | nicht ausgetragen              | nicht ausgetragen              | nicht ausgetragen              | nicht ausgetragen              | nicht ausgetragen              | nicht ausgetragen              | nicht ausgetragen              | nicht ausgetragen              | nicht ausgetragen              | nicht ausgetragen              | nicht ausgetragen              | nicht ausgetragen              | nicht ausgetragen              | nicht ausgetragen              | AF                             | n/a                            | S                              | S                              | F                              | S                              | S                              | nicht teilgenommen             | nicht teilgenommen | nicht teilgenommen | nicht teilgenommen  | nicht teilgenommen  | nicht teilgenommen  |
| Champions League                           | nicht ausgetragen          | nicht ausgetragen          | nicht ausgetragen          | nicht ausgetragen          | nicht ausgetragen          | nicht ausgetragen              | nicht ausgetragen              | nicht ausgetragen              | nicht ausgetragen              | nicht ausgetragen              | nicht ausgetragen              | nicht ausgetragen              | nicht ausgetragen              | nicht ausgetragen              | nicht ausgetragen              | nicht ausgetragen              | nicht ausgetragen              | nicht ausgetragen              | nicht ausgetragen              | nicht ausgetragen              | nicht ausgetragen              | nicht ausgetragen              | nicht ausgetragen              | nicht ausgetragen              | nicht ausgetragen              | nicht ausgetragen              | nicht ausgetragen              | nicht ausgetragen              | S                              | HF                             | n/t                | n/t                | nicht ausgetragen   | nicht ausgetragen   | nicht ausgetragen   |
| Championship League                        | nicht ausgetragen          | nicht ausgetragen          | nicht ausgetragen          | nicht ausgetragen          | nicht ausgetragen          | nicht ausgetragen              | nicht ausgetragen              | nicht ausgetragen              | nicht ausgetragen              | nicht ausgetragen              | nicht ausgetragen              | nicht ausgetragen              | nicht ausgetragen              | nicht ausgetragen              | nicht ausgetragen              | nicht ausgetragen              | nicht ausgetragen              | nicht ausgetragen              | nicht ausgetragen              | nicht ausgetragen              | S                              | F                              | F                              | S                              | S                              | S                              | nicht ausgetragen              | nicht ausgetragen              | nicht ausgetragen              | nicht ausgetragen              | nicht ausgetragen  | nicht ausgetragen  | nicht ausgetragen   | nicht ausgetragen   | nicht ausgetragen   |
| World Series Finals                        | nicht ausgetragen          | nicht ausgetragen          | nicht ausgetragen          | nicht ausgetragen          | nicht ausgetragen          | nicht ausgetragen              | nicht ausgetragen              | nicht ausgetragen              | nicht ausgetragen              | nicht ausgetragen              | nicht ausgetragen              | nicht ausgetragen              | nicht ausgetragen              | nicht ausgetragen              | nicht ausgetragen              | nicht ausgetragen              | nicht ausgetragen              | nicht ausgetragen              | nicht ausgetragen              | nicht ausgetragen              | nicht ausgetragen              | nicht ausgetragen              | nicht ausgetragen              | nicht ausgetragen              | nicht ausgetragen              | nicht ausgetragen              | nicht ausgetragen              | HF                             | HF                             | nicht teilgenommen             | nicht teilgenommen | nicht teilgenommen | nicht teilgenommen  | nicht teilgenommen  | nicht teilgenommen  |
| Grand Slam                                 | nicht ausgetragen          | nicht ausgetragen          | nicht ausgetragen          | nicht ausgetragen          | nicht ausgetragen          | nicht ausgetragen              | nicht ausgetragen              | nicht ausgetragen              | nicht ausgetragen              | nicht ausgetragen              | nicht ausgetragen              | nicht ausgetragen              | nicht ausgetragen              | nicht ausgetragen              | nicht ausgetragen              | nicht ausgetragen              | nicht ausgetragen              | nicht ausgetragen              | nicht ausgetragen              | S                              | S                              | S                              | VF                             | S                              | AF                             | S                              | S                              | Ranking-Turnier                | Ranking-Turnier                | Ranking-Turnier                | Ranking-Turnier    | Ranking-Turnier    | Ranking-Turnier     | Ranking-Turnier     | Ranking-Turnier     |
| WSD-Major-Turniere (Senioren-Tour)         |                            |                            |                            |                            |                            |                                |                                |                                |                                |                                |                                |                                |                                |                                |                                |                                |                                |                                |                                |                                |                                |                                |                                |                                |                                |                                |                                |                                |                                |                                |                    |                    |                     |                     |                     |
| Weltmeisterschaft                          | nicht ausgetragen          | nicht ausgetragen          | nicht ausgetragen          | nicht ausgetragen          | nicht ausgetragen          | nicht ausgetragen              | nicht ausgetragen              | nicht ausgetragen              | nicht ausgetragen              | nicht ausgetragen              | nicht ausgetragen              | nicht ausgetragen              | nicht ausgetragen              | nicht ausgetragen              | nicht ausgetragen              | nicht ausgetragen              | nicht ausgetragen              | nicht ausgetragen              | nicht ausgetragen              | nicht ausgetragen              | nicht ausgetragen              | nicht ausgetragen              | nicht ausgetragen              | nicht ausgetragen              | nicht ausgetragen              | nicht ausgetragen              | nicht ausgetragen              | nicht ausgetragen              | nicht ausgetragen              | nicht ausgetragen              | nicht ausgetragen  | nicht ausgetragen  | VF                  | VF                  | R1                  |
| Matchplay                                  | nicht ausgetragen          | nicht ausgetragen          | nicht ausgetragen          | nicht ausgetragen          | nicht ausgetragen          | nicht ausgetragen              | nicht ausgetragen              | nicht ausgetragen              | nicht ausgetragen              | nicht ausgetragen              | nicht ausgetragen              | nicht ausgetragen              | nicht ausgetragen              | nicht ausgetragen              | nicht ausgetragen              | nicht ausgetragen              | nicht ausgetragen              | nicht ausgetragen              | nicht ausgetragen              | nicht ausgetragen              | nicht ausgetragen              | nicht ausgetragen              | nicht ausgetragen              | nicht ausgetragen              | nicht ausgetragen              | nicht ausgetragen              | nicht ausgetragen              | nicht ausgetragen              | nicht ausgetragen              | nicht ausgetragen              | nicht ausgetragen  | nicht ausgetragen  | F                   | VF                  | n/t                 |
| Masters                                    | nicht ausgetragen          | nicht ausgetragen          | nicht ausgetragen          | nicht ausgetragen          | nicht ausgetragen          | nicht ausgetragen              | nicht ausgetragen              | nicht ausgetragen              | nicht ausgetragen              | nicht ausgetragen              | nicht ausgetragen              | nicht ausgetragen              | nicht ausgetragen              | nicht ausgetragen              | nicht ausgetragen              | nicht ausgetragen              | nicht ausgetragen              | nicht ausgetragen              | nicht ausgetragen              | nicht ausgetragen              | nicht ausgetragen              | nicht ausgetragen              | nicht ausgetragen              | nicht ausgetragen              | nicht ausgetragen              | nicht ausgetragen              | nicht ausgetragen              | nicht ausgetragen              | nicht ausgetragen              | nicht ausgetragen              | nicht ausgetragen  | nicht ausgetragen  | F                   | VF                  | n/t                 |
| Champion of Champions                      | nicht ausgetragen          | nicht ausgetragen          | nicht ausgetragen          | nicht ausgetragen          | nicht ausgetragen          | nicht ausgetragen              | nicht ausgetragen              | nicht ausgetragen              | nicht ausgetragen              | nicht ausgetragen              | nicht ausgetragen              | nicht ausgetragen              | nicht ausgetragen              | nicht ausgetragen              | nicht ausgetragen              | nicht ausgetragen              | nicht ausgetragen              | nicht ausgetragen              | nicht ausgetragen              | nicht ausgetragen              | nicht ausgetragen              | nicht ausgetragen              | nicht ausgetragen              | nicht ausgetragen              | nicht ausgetragen              | nicht ausgetragen              | nicht ausgetragen              | nicht ausgetragen              | nicht ausgetragen              | nicht ausgetragen              | nicht ausgetragen  | nicht ausgetragen  | nicht ausgetragen   | VF                  | VF                  |
| Jahresendplatzierungen                     |                            |                            |                            |                            |                            |                                |                                |                                |                                |                                |                                |                                |                                |                                |                                |                                |                                |                                |                                |                                |                                |                                |                                |                                |                                |                                |                                |                                |                                |                                |                    |                    |                     |                     |                     |
| Jahresendplatzierung                       | unbekannt                  | unbekannt                  | 1                          | 1                          | 3                          | 6                              | 4                              | 1                              | 2                              | 1                              | 3                              | 2                              | 4                              | 2                              | 1                              | 1                              | 2                              | 2                              | 2                              | 1                              | 1                              | 1                              | 1                              | 1                              | 1                              | 1                              | 2                              | 3                              | 4                              | 6                              | -                  | -                  | ?                   | 5                   | 15                  |
| Verband                                    | British Darts Organisation | British Darts Organisation | British Darts Organisation | British Darts Organisation | British Darts Organisation | Professional Darts Corporation | Professional Darts Corporation | Professional Darts Corporation | Professional Darts Corporation | Professional Darts Corporation | Professional Darts Corporation | Professional Darts Corporation | Professional Darts Corporation | Professional Darts Corporation | Professional Darts Corporation | Professional Darts Corporation | Professional Darts Corporation | Professional Darts Corporation | Professional Darts Corporation | Professional Darts Corporation | Professional Darts Corporation | Professional Darts Corporation | Professional Darts Corporation | Professional Darts Corporation | Professional Darts Corporation | Professional Darts Corporation | Professional Darts Corporation | Professional Darts Corporation | Professional Darts Corporation | Professional Darts Corporation | -                  | -                  | World Seniors Darts | World Seniors Darts | World Seniors Darts |

| Legende zu den Turnierergebnissen | Legende zu den Turnierergebnissen | Legende zu den Turnierergebnissen | Legende zu den Turnierergebnissen | Legende zu den Turnierergebnissen | Legende zu den Turnierergebnissen | Legende zu den Turnierergebnissen | Legende zu den Turnierergebnissen | Legende zu den Turnierergebnissen | Legende zu den Turnierergebnissen |
| --------------------------------- | --------------------------------- | --------------------------------- | --------------------------------- | --------------------------------- | --------------------------------- | --------------------------------- | --------------------------------- | --------------------------------- | --------------------------------- |
| n/t                               | nicht teilgenommen                | n/q                               | nicht qualifiziert                | n/a                               | nicht ausgetragen                 | #R                                | Aus in jeweiliger Runde           | GP                                | Aus in der Gruppenphase           |
| AF                                | Achtelfinalist                    | VF                                | Viertelfinalist                   | HF                                | Halbfinalist                      | F                                 | Turnierfinalist                   | S                                 | Turniersieger                     |

## Titel

### BDO
- Major
  - BDO World Darts Championship: (2) 1990, 1992
  - World Masters: (1)1990
  - World Darts Trophy: (1) 2006
- Weitere
  - 1990: Isle of Man Open, British Pentathlon
  - 1991: British Pentathlon

### PDC
- Major
  - PDC World Darts Championship: (14) 1995, 1996, 1997, 1998, 1999, 2000, 2001, 2002, 2004, 2005, 2006, 2009, 2010, 2013
  - World Matchplay: (16) 1995, 1997, 2000, 2001, 2002, 2003, 2004, 2006, 2008, 2009, 2010, 2011, 2012, 2013, 2014, 2017
  - World Grand Prix: (11) 1998, 1999, 2000, 2002, 2003, 2005, 2006, 2008, 2009, 2011, 2013
  - UK Open: (5) 2003, 2005, 2009, 2010, 2013
  - Grand Slam of Darts: (6) 2007, 2008, 2009, 2011, 2013, 2014
  - European Darts Championship: (4) 2008, 2009, 2010, 2011
  - Players Championship Finals: (3) 2009, 2011 (1), 2012
  - Premier League Darts: (6) 2005, 2006, 2007, 2008, 2010, 2012
  - The Masters: (1) 2013
  - World Cup of Darts: (4) 2012, 2013, 2015, 2016
  - Champions League of Darts: (1) 2016
  - Las Vegas Desert Classic: (5) 2002, 2004, 2005, 2008, 2009
  - US Open: (2) 2007, 2008
  - Championship League Darts: (4) 2008, 2011, 2012, 2013
- Pro Tour
  - Players Championships:
    - Players Championships 2004: 1
    - Players Championships 2005: 3, 4, 5, 7, 8
    - Players Championships 2006: 4, 5, 6
    - Players Championships 2007: 10, 15, 19, 20
    - Players Championships 2008: 3, 5, 6, 7, 8, 11, 13, 14, 18, 19, 24
    - Players Championships 2009: 2, 3, 4, 5, 8, 10, 11, 26, 27
    - Players Championships 2010: 4, 7, 14, 19, 36
    - Players Championships 2011: 21, 30, 31
    - Players Championships 2012: 3
    - Players Championships 2014: 4
    - Players Championships 2015: 9

  - UK Open Qualifiers:
    - UK Open Qualifiers 2002/03: 1, 3
    - UK Open Qualifiers 2003/04: 3
    - UK Open Qualifiers 2004/05: 1, 2
    - UK Open Qualifiers 2006/07: 1, 6
    - UK Open Qualifiers 2007/08: 7, 8
    - UK Open Qualifiers 2009: 4, 5, 6
    - UK Open Qualifiers 2010: 3, 6
    - UK Open Qualifiers 2011: 6, 8
    - UK Open Qualifiers 2012: 3, 4
    - UK Open Qualifiers 2014: 3
    - UK Open Qualifiers 2015: 6
    - UK Open Qualifiers 2016: 3

  - European Darts Tour:
    - European Darts Tour 2012: (1) German Darts Championship
    - European Darts Tour 2013: (1) Gibraltar Darts Trophy
    - European Darts Tour 2014: (1) German Darts Masters
    - European Darts Tour 2016: (1) Austrian Darts Open
- World Series of Darts
  - World Series of Darts 2006: (1) World Series of Darts
  - World Series of Darts 2013: (1) Sydney Darts Masters
  - World Series of Darts 2014: (2) Perth Darts Masters, Sydney Darts Masters
  - World Series of Darts 2015: (3) Japan Darts Masters, Perth Darts Masters, Sydney Darts Masters
  - World Series of Darts 2016: (1) Sydney Darts Masters
  - World Series of Darts 2017: (1) Melbourne Darts Masters
- Weitere
  - 1994: PDC Lada UK Masters
  - 1996: PDC UK Matchplay, PDC World Pairs, Sunparks Masters
  - 1997: Antwerp Open, News of the World Tournament, Battle of the Champions
  - 1998: Antwerp Open
  - 1999: Champion Vs Champion, Jersey Festival of Darts
  - 2000: Golden Harvest North American Cup
  - 2001: Le Skratch Montreal Open, Golden Harvest North American Cup
  - 2002: Eastbourne Pro, Le Skratch Montreal Open, Golden Harvest North American Cup
  - 2003: Golden Harvest North American Cup, Bobby Bourn Memorial Trophy
  - 2004: Ireland Open Autumn Classic
  - 2005: Champion Vs Champion, China Telecom Cup, Masters of Darts, Ireland Open Autumn Classic
  - 2006: Munich Open
  - 2007: Emperors Palace South African Masters, PDC German Darts Championship
  - 2008: Antwerp Darts Trophy, London Masters, Emperors Palace South African Masters
  - 2009: Emperors Palace South African Masters, Gleneagle Irish Masters, Jocky Wilson Cup
  - 2010: World Cricket Championship
  - 2011: RTL7 Masters

## Privates
Phil Taylor hat mit seiner Ex-Frau Yvonne vier Kinder. Er veröffentlichte bereits eine Autobiografie (mit Sky-TV-Dartkommentator Sid Waddell) und hat des Öfteren Auftritte in Fernsehshows.
1999 nahm er nach einem Showmatch zwei junge, betrunkene Frauen mit in sein Wohnmobil, die ihn im Anschluss wegen sexueller Belästigung anzeigten. Taylor entging einer Haftstrafe, musste jedoch eine Geldbuße von 2000 £ zahlen. Sponsoren wandten sich ab und er erhielt 2001, obwohl dafür vorgesehen, nicht den „Order of the British Empire“.

## Trivia
2004 erreichte er bei den UK Poker Open, dem damals höchstdotierten Pokerturnier im Vereinigten Königreich, den 2. Platz hinter dem professionellen Snooker-Spieler Matthew Stevens aus Wales.